# Robert F. Christy
Pour les articles homonymes, voir Christy.
À ne pas confondre avec le physicien Robert Wentworth Christy (né en 1922), professeur à l'université de Dartmouth.
Robert Frédéric Christy (né le 14 mai 1916 à Vancouver  et mort le 3 octobre 2012 à Pasadena) est un physicien et astrophysicien canadien.

## Biographie
Fils d'un ingénieur électrique qui a émigré au Canada en provenance de l'Angleterre, Robert Frederick Christy est né le 14 mai 1916 à Vancouver en Colombie-Britannique.
Christy est diplômé de l'université de la Colombie-Britannique, avec un baccalauréat (1935) et une maîtrise (1937). Il a obtenu son doctorat en 1941 à l'université de Californie à Berkeley, sous la supervision de Robert Oppenheimer. En tant que chercheur post-doctoral, il a été instructeur à l'Institut de technologie de l'Illinois, puis employé au Laboratoire national de Los Alamos (pendant le Projet Manhattan) jusqu'en 1946. Il propose une simplification du mécanisme d'implosion de la bombe au plutonium, qui sera retenu.
Il a également participé à la première série expérimentale de la masse critique, le réacteur de la chaudière (chaudière d'eau), un réservoir de sulfate d'uranyle dissous dans l'eau, sur lequel la correction des sections efficaces neutroniques utilisés pourrait être testé dans le calcul de criticité. Juste avant l'expérience chauffe-eau critique de juin 1944, Christy a été en mesure de préciser à l'avance la masse critique correcte avec une précision de quelques grammes, ce que l'expérience a démontré.
À partir de 1946, il est professeur au Caltech, puis vice-recteur aux études de 1970 à 1986 et président par intérim de 1977 à 1978. Vers 1960, Christy se tourne vers l'astrophysique et développe des modèles informatiques des processus de l'intérieur des étoiles, pour lesquels il reçoit, en 1967, la médaille Eddington de la Royal Astronomical Society. En 1986, il prend sa retraite.
Christy meurt le 3 octobre 2012.
Christy a été membre de l'Académie nationale des sciences des États-Unis et membre de la Société américaine de physique. Il a participé à un comité du Conseil national de recherches afin d'évaluer les risques d'exposition aux rayonnements, notamment par l'analyse des données consécutives aux bombardements atomiques d'Hiroshima et Nagasaki.